# Insulină detemir
Insulina detemir (cu denumirea comercială Levemir) este o insulină umană cu acțiune de lungă durată, fiind utilizată în tratamentul diabetului zaharat. Calea de administrare disponibilă este strict cea subcutanată.

## Utilizări medicale
Insulina detemir este utilizată în tratamentul diabetului zaharat de tip 1 sau a de tip 2 (non-insulino-dependent), în tratament de lungă durată. Această insulină prezintă o acțiune de lungă durată.

## Reacții adverse
Toate insulinele și analogii de insulină injectabilă pot produce hipoglicemie și reacții la locul injectării (durere, edeme, lipodistrofie).